# IC 3143
IC 3143 је спирална галаксија у сазвјежђу Береникина коса која се налази на листи објеката дубоког неба у Индекс каталогу.
Деклинација објекта је + 27° 17' 53" а ректасцензија 12h 19m 5,4s. Привидна величина (магнитуда) објекта IC 3143 износи 14,7 а фотографска магнитуда 15,6. IC 3143 је још познат и под ознакама CGCG 158-62, KUG 1216+275, PGC 39617.